# Čertkovo
Čertkovo (in russo Чертково?) è un villaggio (posëlok) della Russia europea sud-occidentale, situato nell'Oblast' di Rostov.